# Чуйкіна Світлана Володимирівна
Світлана Володимирівна Чуйкіна (рос. Светлана Владимировна Чуйкина; 1 травня 1975, Остров, СРСР) — російська акторка.

## Біографія
Світлана Чуйкіна народилася 1 травня 1975 року у родині військовослужбовця. Закінчила середню школу у Волгограді. У 1992 році вступила до Саратовської державної консерваторії, яку закінчила у 1997 році з червоним дипломом. 
Після закінчення навчання почала працювати у Саратовському академічному драматичному театрі. 
З 1999 року живе і працює у Москві, знімається в кіно.
У кіно дебютувала роллю в серіалі «Ніна» (2001). Знімалася в серіалах «Бригада» (2002), «Євлампія Романова 2: Сузір'я жадібних псів» (2004), «Громови» (2006), «На шляху до серця» (2007), «Громови. Будинок надії» (2007). 

## Фільмографія
- 2001 — Ніна — Ніна Сілакова
- 2002 — Бригада — Людмила, секретарка Лапшина / Бєлова (4-5, 8, 10, 14, 15 серії)
- 2005 — Полювання на ізюбря — Томка, коханка Заславського
- 2005 — Лола і Маркіз — Лола
- 2005 — Паризька любов Кістки Гуманкова — Алла
- 2007 — На шляху до серця — Олена Родіонова
- 2007 — Громови. Будинок надії — Галя
- 2007 — Сніговий ангел — Валентина
- 2007 — Вальс на прощання — Катя
- 2008 — 2009 — Я - охоронець — Лариса Сергіївна Сенчина, сестра Славіка
- 2008 — Клоуни — Еля
- 2008 — Я не я — Олена (незнайомка в Сочі)
- 2009 — Зниклі — Фрося, дівчина, яка накрила Сиромягіна
- 2010 — Ярослав — Райда
- 2011 — Зворотності кохання — Ірина
- 2011 — Не закінчується синє море — Ніна
- 2011 — Випадковий свідок — Фріда Маревич
- 2011 — Наречений — Інна
- 2011 — Нова сукня Корольової — Віра
- 2013 — Дельта — Марія Гольцова
- 2013 — Скарби О.К. — Любасик
- 2014 — День дурня — Ольга Махова, дружина мера
- 2014 — Московський хорт — Маргарита Широкова
- 2016 — Шелест — Наталія Шатрова
- 2016 — Макарови — Ольга
- 2016 — Анна-детектив — Фоміна, мати Єгора
- 2019 — Аудієнція — Бобо Макдональд, няня Єлизавети
- 2019 — Балканський рубіж — Марта, лікар, помічниця Штерна
- 2019 — Острів приречених — Людмила Мізіна
- 2022 — Плакати не можна — Тетяна Ольсен
- 2022 — Ти моя мама? — Олена Петрова
- 2022 — Сирійська соната — Ірина
- 2025 — Червоний шовк — Грім, начальниця поїзда